# Ferrovía Génova-Pisa
El ferrocarril Génova-Pisa es una de las principales líneas ferroviarias italianas, que recorre la costa de Liguria desde Génova hasta Pisa cruzando la Riviera de Levante y la Versilia .
Además de Génova y Pisa también atraviesa las ciudades de La Spezia, Carrara y Massa . Después de Pisa, en dirección sur, la ruta del Tirreno continúa hasta llegar a Roma .

## Historia
La línea nació de la unificación de dos proyectos distintos. El primero se refería a una línea entre Pisa y Massa como ampliación del nodo de Pisa ya existente, mientras que el segundo era lo que se denominaba el ferrocarril de Liguria .